# Adam Cooper
Adam Cooper (* 22. Juli 1971 in London) ist ein englischer Film- und Theaterschauspieler, Choreograf, Tänzer und Theaterregisseur, der außerhalb des Balletts durch seine Verkörperung des erwachsenen Billy im Film Billy Elliot – I Will Dance (2000) bekannt wurde.

## Leben
Adam Cooper wurde am 22. Juli 1971 in Tooting (London) als Sohn eines Musikers und einer Sozialarbeiterin geboren. Cooper hat einen älteren Bruder, Simon Cooper, der ebenfalls Tänzer ist. Gemeinsam mit diesem besuchte er in seiner Kindheit die Jean Winkler School of Dance in Tooting und erlernte verschiedene Musikinstrumente. Im Alter von 11 Jahren konnte Cooper einen Platz in der ArtsEd ergattern, einer Schauspielschule in London, an welcher er unter anderem in Gesang, Schauspielerei, klassischem Ballett und modernem Tanz ausgebildet wurde. Hiernach wurde Cooper im Alter von 16 Jahren in die Royal Ballet Upper School aufgenommen. In seiner Abschlussdarbietung spielte er die Hauptrolle in Les Deux Pigeons.
Seine professionelle Karriere begann Cooper als Tänzer im klassischen und zeitgenössischen Ballett. 1989 trat Cooper der Royal Ballet Company in London bei, wo er schnell für Solodarbietungen und in Hauptrollen eingesetzt wurde und er 1994 die Abschlussprüfung bestand. 1995 wurde Cooper von Matthew Bourne engagiert, und er übernahm die Hauptrolle in einer Neuinterpretation von Schwanensee. Mit dieser Arbeit erregte Cooper weltweit Aufmerksamkeit und erhielt zahlreiche Auszeichnungen, so zum Beispiel den Time Out Award (1995), den Evening Standard Dance Award (1997) und den Astaire Award als Bester Tänzer (1999).  Zudem wurde Cooper 1999 als Bester Schauspieler in einem Musical für den Tony Award nominiert. Im Jahr 2000 war Cooper in dieser Rolle in der Schlussszene des Films Billy Elliot – I Will Dance als erwachsener Protagonist zu sehen.
Zurzeit arbeitet Cooper als Darsteller und Choreograf im Bereich Musicaltheater.
Seit 2000 ist Cooper mit der Tänzerin und Schauspielerin Sarah Wildor verheiratet. Die beiden haben zwei Töchter.

## Filmografie (Auswahl)
- 1998: Great Performances
- 2000: Madame Bovary
- 2000: Billy Elliot – I Will Dance
- 2000: The Sandman
- 2000: Jason und der Kampf um das Goldene Vlies
- 2001: Bourne to Dance
- 2010: The Soldier's Tale

## Auszeichnungen
- 1988: Ursula Moreton Choreographic Competition
- 1989: Professional Level Prize (Prix de Lausanne)
- 1996: Time Out Award für seine Darbietung in Schwanensee
- 1997: Evening Standard Award für seine Darbietung in Schwanensee
- 1997: Drama League Award für seine Darbietung in Schwanensee
- 1999: Astaire Award für seine Darbietung in Schwanensee
- 1999: Nominierung als Bester Schauspieler in einem Musical für seine Darbietung in Schwanensee
- 2002: Nominierung als Bester Schauspieler bei den Critics' Circle National Dance Awards für seine Arbeit mit dem Royal Ballet und On Your Toes
- 2003: Critics’ Circle National Dance Award als Bester Choreograf für On Your Toes
- 2003: Critics’ Circle National Dance Awards als Most Popular Dancer
- 2003: Nominierung für den Theatregoers’ Choice Award als Bester Choreograf und Bester Schauspieler in einem Musical für On Your Toes
- 2004: Nominierung für den Critics' Circle National Dance Award als Bester Choreograf im Musicaltheater für Singin’ In The Rain
- 2005: Nominierung für den WhatsOnStage Award als Bester Choreograf für Grand Hotel
- 2005: Nominierung für den Laurence Olivier Award als Bester Choreograf für Grand Hotel
- 2013: Nominierung für den WhatsOnStage Award als Bester Schauspieler in einem Musical für Singin' in the Rain